# Brookesia dentata
Espèce
Statut de conservation UICN

 EN B1ab(iii) : En danger
Statut CITES
Brookesia dentata est une espèce de sauriens de la famille des Chamaeleonidae.

## Répartition
Cette espèce est endémique de la région de Betsiboka à Madagascar.

## Description
Ce caméléon nain est de petite taille, diurne, et vit au sol ou sur les branches basses des forêts.

## Taxinomie
Brookesia ramanantsoai et Brookesia dentata ont été considérées comme synonymes par Raxworthy & Nussbaum, 1995, cette synonymie a été levée par Glaw et all., 1999.

## Publication originale
- Mocquard, 1900 : Diagnose d'espéces nouvelles de Reptiles de Madagascar. Bulletin du Muséum national d'Histoire naturelle, Paris, vol. 6, p. 345-348 (texte intégral).